# ریچارد برادفورد (هنرپیشه)
ریچارد برادفورد (انگلیسی: Richard Bradford؛ زادهٔ ۱۰ نوامبر ۱۹۳۴ درگذشته ۲۲ مارس ۲۰۱۶) هنرپیشه اهل ایالات متحده آمریکا است.
از فیلم‌ها یا برنامه‌های تلویزیونی که وی در آن نقش داشته است می‌توان به تسخیرناپذیران، شهر گمشده، گمشده، امور داخلی، مردی از مزرعه‌های بهشتی، فقط بلیط، گردن کلفت، میانگین فصل و آب بندهای میسوری اشاره کرد.